# Łęk pozorny

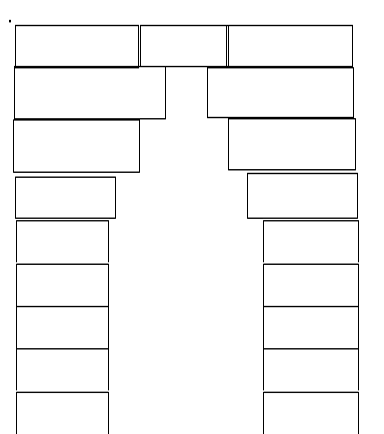

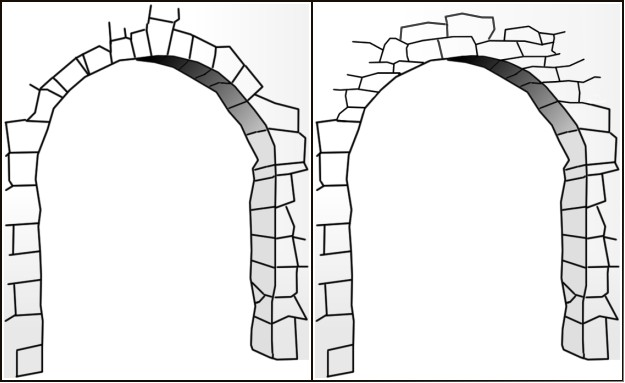
Porównanie prawdziwego łęku kamiennego (po lewej) i łęku pozornego (po prawej)

Łęk pozorny – konstrukcja stosowana w prehistorii, polegała na stopniowym przybliżaniu do siebie układanych poziomo kamieni. Łęk pozorny w odróżnieniu do łęku nie przekazywał rozporu (sił poziomych) na podpory. Na podobnej zasadzie konstruowano pozorne sklepienia. W ten sposób jest skonstruowany do dzisiaj użytkowany, jeden z najstarszych mostów na świecie – most w Eleutherna na Krecie.

## Zasada łęku pozornego
Zasady łęku pozornego stosowano między innymi w architekturze mykeńskiej, a Ameryce Środkowej w architekturze Majów. Jak widać na zdjęciu, wysunięte bloki kamienne całym ciężarem opierają się na niższych blokach i w ten sposób omijają rzeźbiony naczółek oraz cały otwór bramny. Tak więc nad otworem nie ma muru – został on jakby „rozchylony”. Kompletnie inna sytuacja jest przy zastosowaniu łuku architektonicznego. Np. w arkadzie mur nad otworem „prze” w dół, a łuk przejmuje od niego obciążenie i rozprowadza na boki. Stąd mówi się, że podobieństwo tych dwóch konstrukcji, łuku i łuku pozornego jest pozorne.

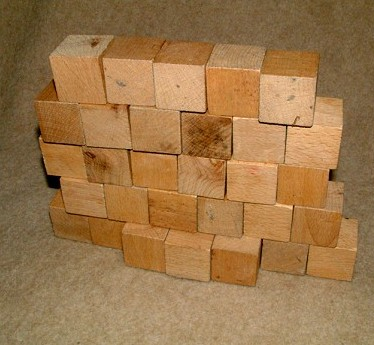
Zdjęcie 1: Ściana z kamieni luźno ułożonych jeden na drugim, z której należy usunąć trzy kamienie z podstawy
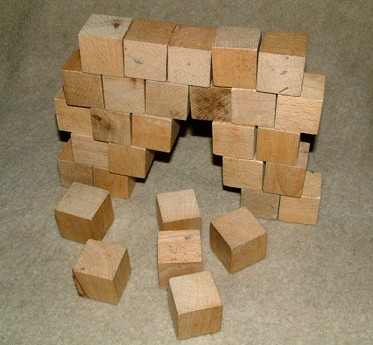
Zdjęcie 2: Po usunięciu kamieni w murze tworzy się łęk pozorny
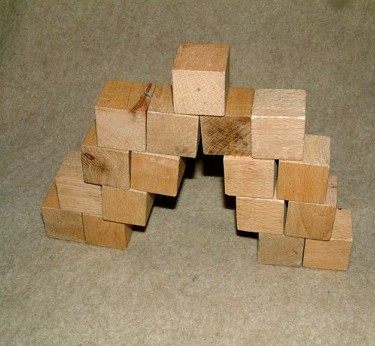
Zdjęcie 3: Łęk pozorny niestabilny, grożący zawaleniem po dodatkowym „odchudzeniu"

## Galeria

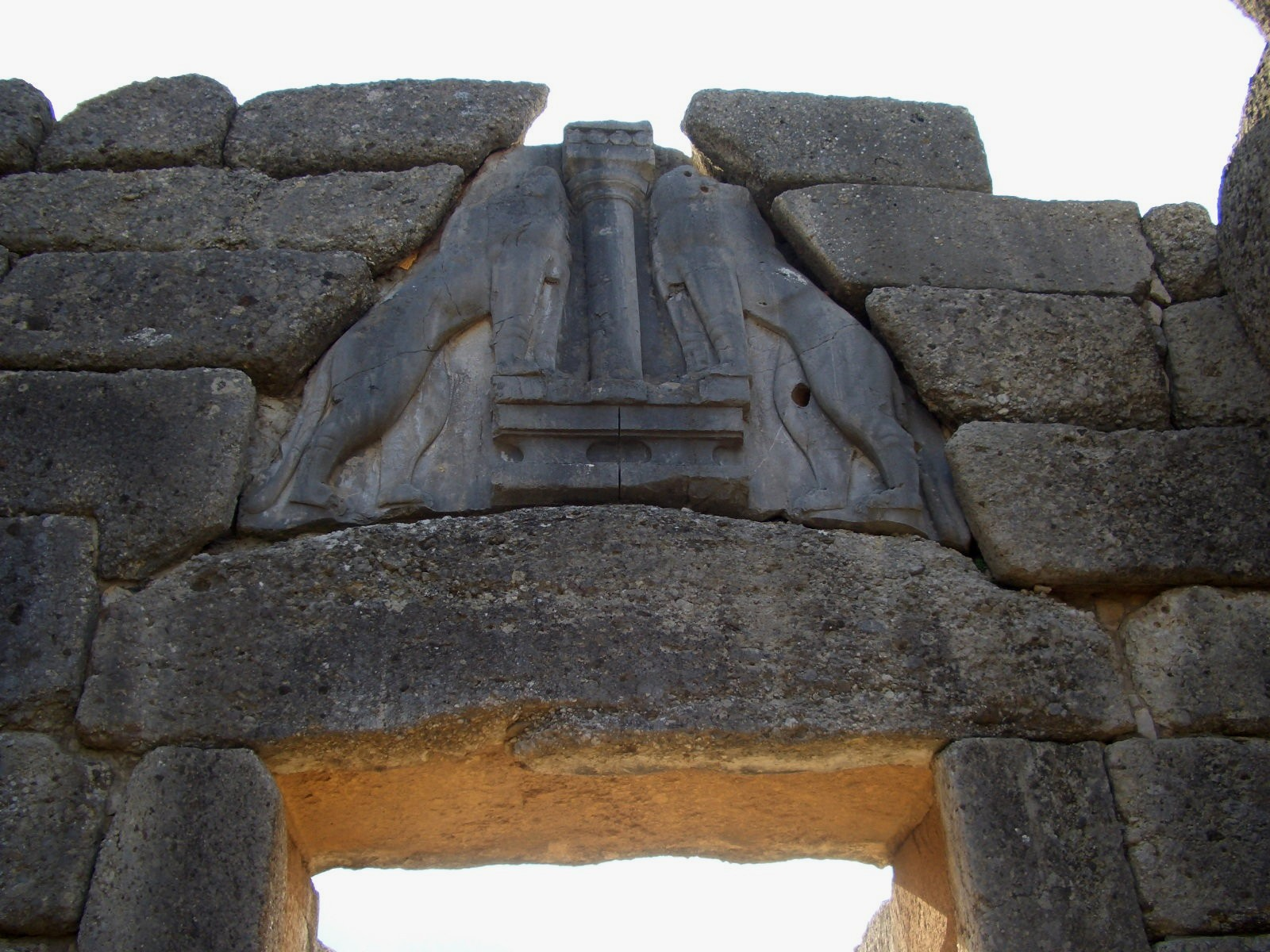
Łuk pozorny – Lwia Brama – Mykeny
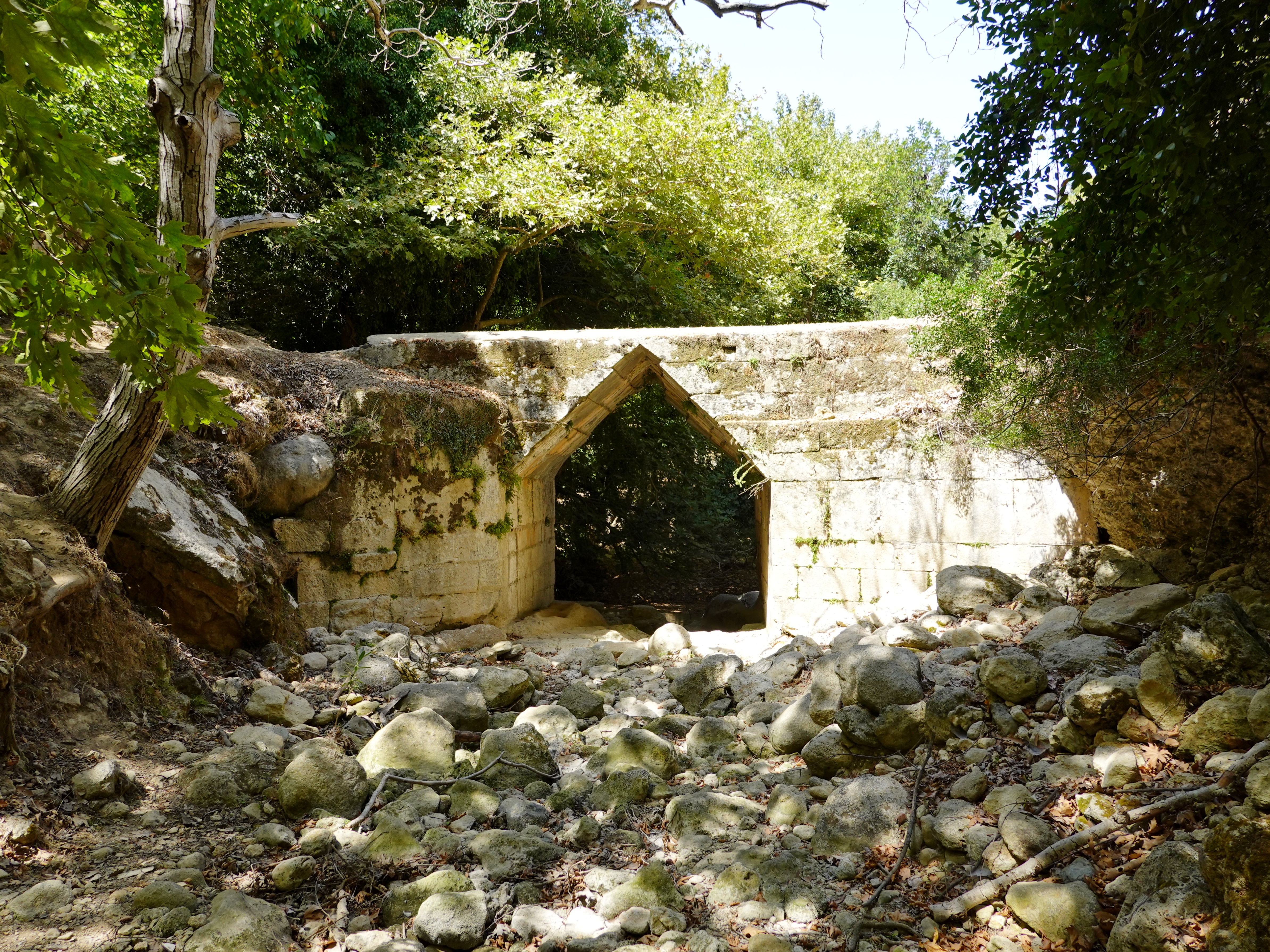
Most Eleutherna (strona południowa) (Kreta)
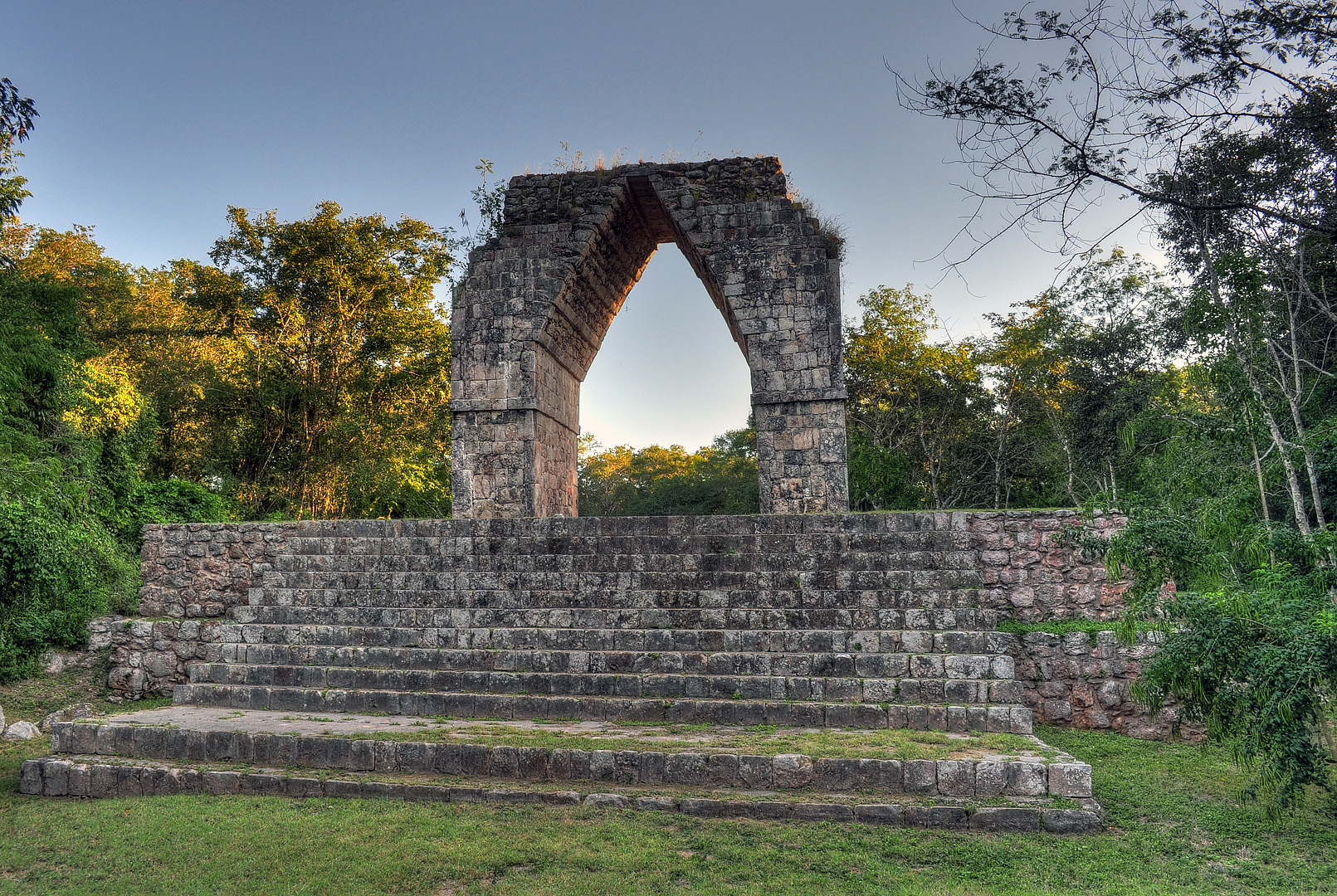
Łuk pozorny – Kabáh
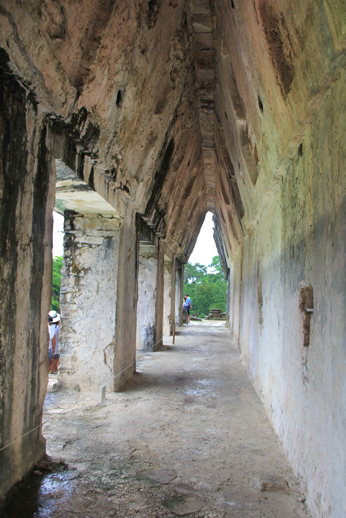
Łuk pozorny w pałacu w Palenque (V-VIII w. n.e.) Meksyk
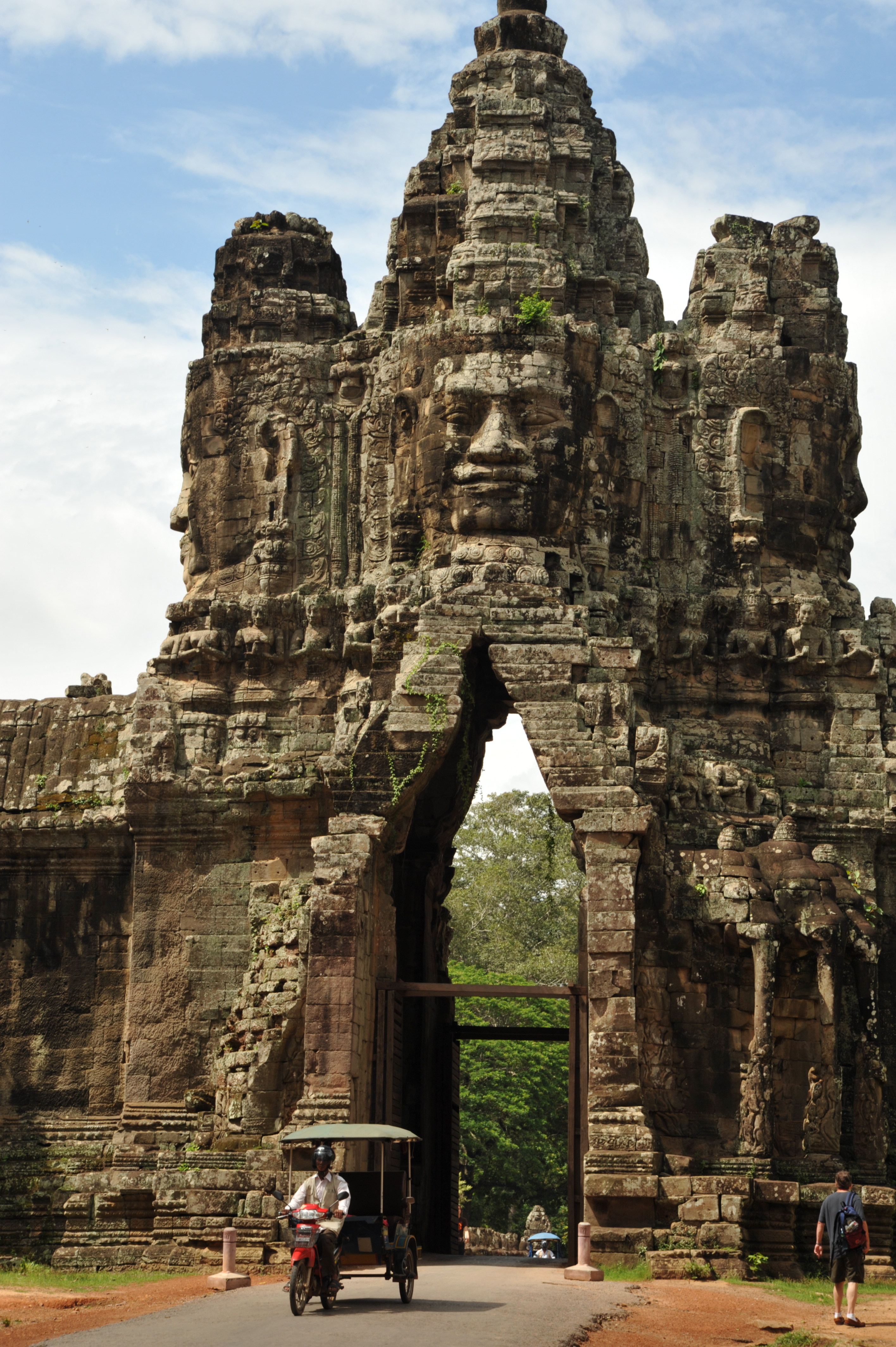
Łuk pozorny bramny ze wspornikami w  Angkor Thom (miasto XII-XVII w.) w Kambodży
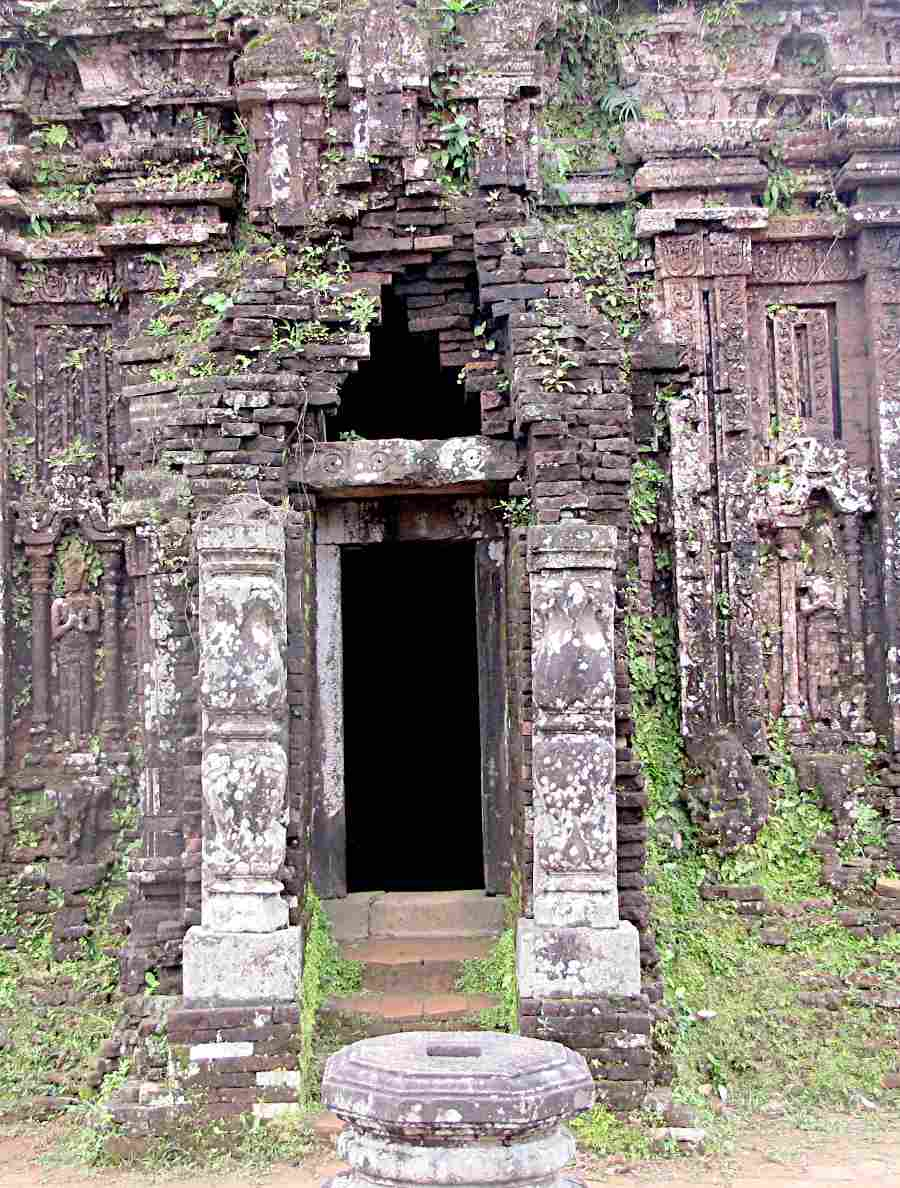
Ceglany łuk pozorny w Mỹ Sơn (IV-XIV w. świątynia hinduistyczna) w Wietnamie